# Effet Stall
 (septembre 2019).
Si vous disposez d'ouvrages ou d'articles de référence ou si vous connaissez des sites web de qualité traitant du thème abordé ici, merci de compléter l'article en donnant les références utiles à sa vérifiabilité et en les liant à la section « Notes et références ».
Sur une éolienne (ou une turbine) à pas constant, la courbe de vitesse de rotation en fonction de la vitesse du fluide moteur est constante sur une certaine zone.

## Explication
Cela s'explique par le fait qu'avec l'augmentation de la vitesse du fluide (passé un certain seuil) toute énergie supplémentaire est dissipée dans les turbulences créées par le « décrochement » (passage en flux turbulent) du bord d'attaque du profil dans le fluide ; dès que la vitesse de la pale augmente, les turbulences augmentent également en freinant la pale à sa vitesse de rotation précédente. Lorsqu'on augmente encore la vitesse du fluide par rapport à la pale, cette dernière aura tendance à osciller (Karman) car le profil ne sera plus suffisamment asymétrique par rapport au flux (voir nombre de Bernoulli) et donc le rendement devient nul.
Pour pallier le problème, il s'agit dans ce cas de rendre la corde du profil plus parallèle avec le sens de l'écoulement (grâce à un pas variable — afin de réduire les turbulences — et dans le cas idéal, de modifier le profil comme le font les oiseaux).